# 蝦餅

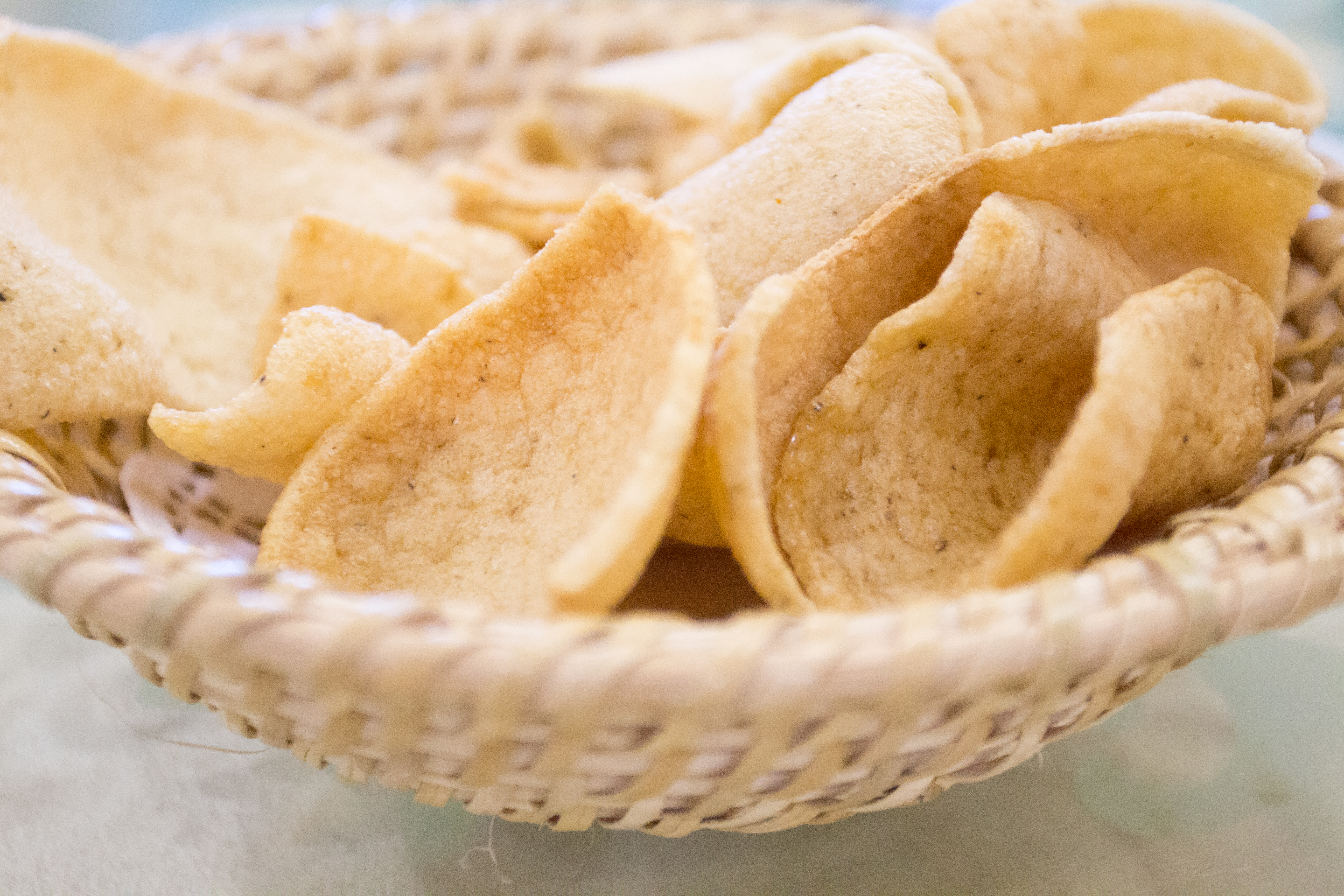
蝦餅

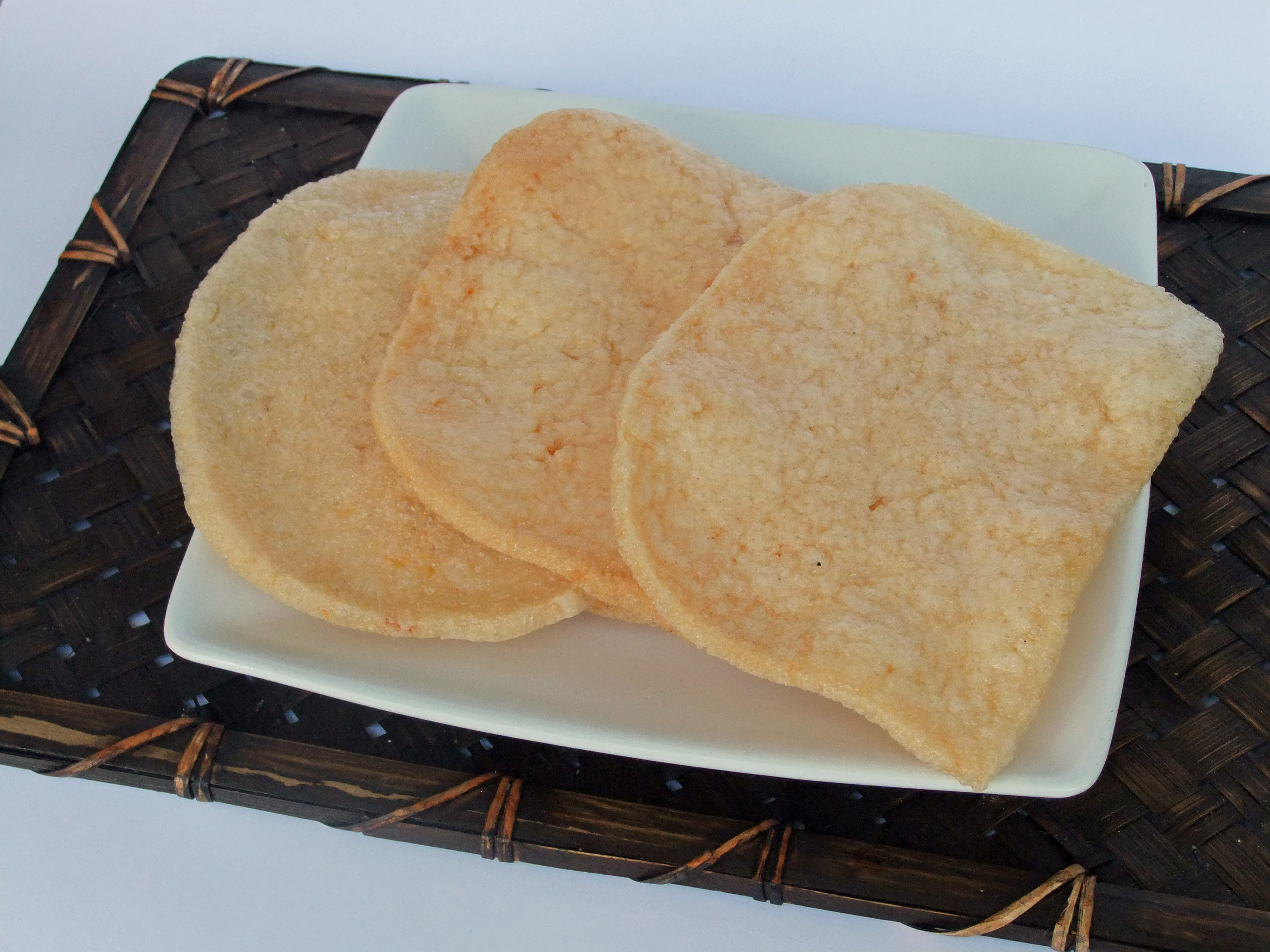
蝦餅

蝦餅，又称蝦片，源於印尼，印尼語稱krupuk，漁民們為保存蝦貨可至冬天食用製作而成。「鮮蝦餅」當時為了保存夏季量產的鮮蝦，到冬天依然可食用所產生出的周邊產品，而改良成今日的零食。

## 简介
將蝦去除眼睛及內臟，打碎並加入玉米粉、蛋與多種配料，揉成麵糰到一定彈性及韌性，放入蒸籠，等一定時間取出後，變硬、切片、曬乾，欲食用再油炸，即是一般所見之蝦餅。原味蝦餅應是淺褐色。但现在一些商家生产的虾片不会添加任何虾的成分，而是添加虾味香精，以节约成本。
蝦餅為印尼及馬來西亞常见食品，類似食品也出現在臺灣臺南市安平區一帶，也是小吃之一，因應發展推出多種口味，符合大眾需求。臺菜中，餐廳的蚵仔酥往往會佐上一些蝦餅。